# 2080년대
2080년대는 2080년부터 2089년까지를 가리킨다.